# Мурашко Ігор Володимирович
І́гор Володи́мирович Мура́шко (29 грудня 1927, Козятин — 24 липня 2020, Київ) — знаменитий диктор Українського радіо, Заслужений артист УРСР.

## Біографічні відомості
Народився на Вінниччині у Козятині, з 1944 року жив в Києві. Закінчив Київський театральний інститут (1944—1949) та Студію театру імені Івана Франка (1947—1949). Працював у ТЮГ (1949—1950). З 1950 року після перемоги на конкурсі став диктором Українського радіо.
Озвучував художні та документальні фільми (понад 5 тисяч назв).
З 1972 року начитував аудіокниги у студії звукозапису для сліпих..
Прослуховував та редагував виступи керівників України.
Вчитель плеяди дикторів Українського радіо, зокрема, Петра Бойка, Ольги Лях, Андрія Вільколека, Надії Подоляко, Ольги Копотун та Дмитра Хоркіна.
Для синтезатора української мови UkrVox за основу українського голосу взято голос Ігоря Мурашка.
Відійшов у вічність 24 липня 2020 року.

## Цитати
«Я, коли прийшов на радіо, застав корифеїв, які ще залишилися: Ігор Мурашко, Алла Сологуб, Петро Бойко, Світлана Горлова. Це ті диктори, які справді були свого часу дуже-дуже зірковими ... Ігор Мурашко дуже багато говорив про логіку, математику, логіку самого тексту, читання, як будується фраза, і це було надзвичайно цікаво» (Дмитро Хоркін).
«Ігор Мурашко умів так передавати найтонші смислові, логічні й психологічні зв'язки між словами в реченні і між мовними тактами фрази, як ніхто не вміє робити досі», — згадує Петро Бойко.
«Знаменитий диктор Ігор Мурашко говорив: „Спочатку треба пропускати інформацію крізь серце, потім — крізь мозок, а вже тоді маєш право відкривати рота. Це все — триєдине!“»

## Деякі аудіокниги
- Олесь Олександр. Чари ночі. Лірика. Київ: Радянський письменник, 1989. Читає Мурашко Ігор. Час відтворення: 02 год. 56 хв. 58 сек.
- Норман Д. Європа. Читає Ігор Мурашко, 2004. Архів із 4-х частин. Тривалість 70 год. 49 хв.
- Карпенко-Карий Іван. Мартин Боруля. Аудіовистава. «Театр перед мікрофоном». Ролі виконували: Гнат Юра, Варвара Чайка, Ольга Кусенко, Сергій Олексієнко, Валентина Святенко, Олексій Омельчук, Микола Панасьєв, Семен Лихогоденко, Ігор Мурашко. Запис 1962 року.
- Брегг Поль. Нервова сила: як зробити її могутньою. Читає: Ігор Мурашко. Тривалість: 4 год. 55 хв. 29 сек.
- Петров Віктор. Походження українського народу (аудіокнига). Виконавець: Мурашко Ігор. Час звучання: 5:31:04
- Епплбом Енн. Історія ГУЛАГу. 2010. Читає Ігор Мурашко. Озвучено з видання 2006 р. Тривалість: 42:54:35